# Germania Schnelsen
Der Turn- und Sportverein Germania Schnelsen von 1921 e. V. ist ein Mehrspartenverein aus dem Hamburger Stadtteil Schnelsen. Bundesweit bekannt wurde er durch die Tischtennis-Abteilung, deren erste Herren-Mannschaft von 1987 bis 1990 in der 1. Bundesliga spielte. Daneben bestehen auch Abteilungen für Aikidō, Badminton, Faustball, Fußball, Judo, Leichtathletik, Volleyball sowie Turnen und Gymnastik.

## Anfänge
In seiner heutigen Form besteht Germania Schnelsen erst seit dem 17. Mai 1945, als sich zwei Vorgängervereine zusammenschlossen. Der ältere und namensgebende der beiden Vereine war der Spiel- und Sportverein Germania von 1921 Schnelsen.
Aber auch diese Gründung war nicht der erste Anlauf im damaligen holsteinischen Dorf Schnelsen Sport zu treiben. Bereits 1912 wurde der Schnelsener Fußball-Club von 1912 gegründet, der sich 1916, mitten im Ersten Weltkrieg war man patriotisch gesinnt, in Fußball-Club Germania Schnelsen umbenannte. Dieser Verein nahm aber nie am organisierten Spielbetrieb eines Fußballverbandes teil und spielte lediglich gegen andere sogenannte wilde Vereine. Gegen Ende des Krieges löste sich der Club auf, man hatte andere Sorgen. Aber bereits nach kurzer Zeit kam das Verlangen nach sportlicher Betätigung zurück und so gründeten ehemalige Spieler am 18. Oktober 1921 den oben genannten SuS Germania 1921 Schnelsen, der sich dann auch am Spielbetrieb beteiligte. Sieben Jahre später, am 19. Juli 1928, wurde mit dem Turnverein Schnelsen von 1928 auch ein Mitgliedsverein der Deutschen Turnerschaft gegründet. Eine ungewöhnliche Reihenfolge, sind doch auf dem Lande – und Schnelsen war damals plattes Land weit draußen vor den Toren Hamburgs – meist die Turnvereine älter als die Sportvereine.
Für knapp 20 Jahre verfügte Schnelsen nun also über zwei Vereine, in denen man der Leibesertüchtigung frönen konnte. Nach dem Zweiten Weltkrieg war die Not jedoch so groß und die Zahl der Aktiven so klein, dass sich selbst einstmals eher ablehnend gegenüber stehende Gruppen, wie sie die Turner und die Sportler waren, nun zusammenschlossen, sodass die oben genannte Fusion zustande kam.

## Tischtennis
Bereits seit den 1950er Jahren gibt es eine Tischtennis-Abteilung bei Germania Schnelsen. Deren erste Herren-Mannschaft spielte seit den 1960er Jahren überwiegend in der Hamburg-Liga, der höchsten Hamburger Spielklasse. Zum Aufstieg reichte es jedoch zunächst nicht.
1982 gelang erstmals der Aufstieg in die Zweite Bundesliga, doch 1985 stieg die Mannschaft wieder in die Oberliga Nord ab. Dort wurde mit Jochen Leiß ein ehemaliger Deutscher Meister und mit Colum Slevin der damals amtierende irische Meister verpflichtet und so gelang den Schnelsenern der sofortige Wiederaufstieg. Zur Saison 1986/87 kamen zu diesen beiden noch der Deutsch-Schwede Günter Kuschmierz und zwei Nachwuchskräfte aus der eigenen Jugendabteilung, Jens Stolte und Oliver Alke, hinzu. Die Verstärkungen führten dazu, dass die 2. Bundesliga Nord lediglich von zwei Mannschaften dominiert wurde, von Aufsteiger Germania und dem VfB Lübeck, bei dem mit Ex-Weltmeister Liang Geliang und Ex-Europameister Jaroslav Kunz ebenfalls Prominenz unter Vertrag stand. Der Spielplan bestimmte, dass beide Mannschaften in Hin- und Rückserie jeweils erst am letzten Spieltag aufeinander trafen. Das Hinspiel in Lübeck endete 8:8-Unentschieden. Da beide Teams ihre übrigen Spiele sämtlich gewannen, musste das Rückspiel entscheiden, das vor 2.400 Zuschauern in der ausverkauften Sporthalle Wandsbek ausgetragen wurde. Durch einen 9:6-Erfolg erreichten die Schnelsener die Aufstiegsrunde zur 1. Bundesliga, in der sie sich sicher mit 5:1 Punkten durchsetzen konnten. Durch die Verpflichtung von Wang Yansheng, der damals in Europa noch völlig unbekannt war, erreichte die Mannschaft die notwendige Stärke um sich auch in der Tischtennis-Bundesliga zu halten. Trainer der Mannschaft war der Schwede Christer Johansson, ein früherer Bundestrainer. Insgesamt konnte die Mannschaft drei Jahre in der Bundesliga spielen, ehe sie 1990, Wang war vor der Saison zum VfB Lübeck gewechselt, wieder abstieg. Höhepunkt war der dritte Platz 1989, als auch ein Sieg gegen Rekordmeister Borussia Düsseldorf gelang. In diesem Spiel konnten Wang und Kuschmierz die frischgebackenen Weltmeister im Herren-Doppel, Jörg Roßkopf und Steffen Fetzner bezwingen.
Aus finanziellen Gründen verzichtete der Verein nach dem Abstieg auf einen Start in der Zweiten Bundesliga und zog sich in die Hamburg-Liga zurück. In der Spielzeit 2022/23 spielt die erste Herren-Mannschaft (von sechs) in der Oberliga Nord-Ost. Über Damen-Mannschaften verfügt der Klub derzeit nicht. Am Jugendspielbetrieb nimmt Germania mit insgesamt acht Mannschaften (zwei Mädchen-, vier Jungen und zwei Schülermannschaften) teil.
Bekannte Spieler soweit nicht im Artikel genannt: He Zhiwen (1989), Matthias Höring (ab 1988), Huang Jianguo (1987), Lin Yong Jiang (1989), Claus Mattern (bis 1989), Manfred Nieswand (1988), Peter Noha (1989), Shen Hua Song (1989).

### Erfolge
- Teilnahme Tischtennis-Bundesliga: 1987–90 (Herren)

## Fußball
Der Fußball ist die Traditionssportart bei Germania Schnelsen, schließlich wurde der Verein von Fußballern gegründet. Ab der Saison 1945/46 spielte die Germania in der dritthöchsten Liga (A-Klasse Hamburg, ab 1947 1. Klasse, ab 1949 Bezirksklasse und ab 1953 Verbandsliga genannt), die in drei Staffeln („Hansa“, „Hammonia“ und „Germania“ – in Letztere waren die Schnelsener eingeteilt) ausgetragen wurde. 1962 stieg sie in die zweitklassige Amateurliga Hamburg auf, musste sie aber schon 1963 als Drittletzter wieder verlassen.
Zu überregionalen Ehren hat es auch nach Einführung der Bundesliga nie gereicht, die inzwischen nur noch fünftklassige höchste Hamburger Liga war stets Endstation. 1999 spielte der spätere HSV-Profi Collin Benjamin ein halbes Jahr für Germania. 2007 stieg die erste Herren-Mannschaft aus der Hamburg-Liga in die Landesliga ab. In der Saison 2009/10 gewann Germania ungeschlagen die Meisterschaft in der Landesliga Hammonia und spielte somit seit der Saison 2010/11, in der Stefan Schnoor mitspielte, wieder in der höchsten Hamburger Spielklasse. Vier Jahre später stieg die Mannschaft in die Landesliga und 2017 in die Bezirksliga ab. In der Winterpause der Saison 2018/19 wurde die 1. Herrenmannschaft aus dem Spielbetrieb Bezirksliga West zurückgezogen, um einen Neustart für die folgende Spielzeit in Angriff zu nehmen.

## Leichtathletik
Die Schwerpunkte der Leichtathletikabteilung lagen in den letzten Jahren im Langstreckenlauf und Ultralangstreckenlauf. 2010 und 2011 war die Marathonläuferin Manuela Sporleder als einzige in der DLV-Bestenliste für die Erwachsenenklasse vertreten. Der Ultramarathonläufer Thomas Hansen stand mit seiner 1997 erzielten Zeit im 100-Kilometer-Lauf von 7:02:54 h noch Ende 2010 in der ewigen deutschen Bestenliste unter den besten 50 Läufern.